# Lema de Pugh
En matemàtiques, el lema de Pugh és un resultat que relaciona les solucions d'òrbita periòdica de equacions diferencials amb el comportament caòtic. Es pot anunciar formalment com:
Sigui {\displaystyle f:M\to M} un difeomorfisme {\displaystyle C^{1}} d'una varietat diferenciable compacta {\displaystyle M}. Donat un punt errant {\displaystyle x} de {\displaystyle f}, existeix un difeomorfisme {\displaystyle g} arbitràriament proper a {\displaystyle f} en la topologia {\displaystyle C^{1}} de {\displaystyle \operatorname {Diff} ^{1}(M)} tal que {\displaystyle x} és un punt periòdic de {\displaystyle g}.
El lema de Pugh implica, per exemple, que el conjunt caòtic en un sistema dinàmic continu fitat correspon a una òrbita periòdica en un sistema dinàmic diferent però estretament relacionat. Per tant, un conjunt obert de condicions en un sistema dinàmic continu fitat que segueix un comportament periòdic no podrà tenir un comportament caòtic. Això és la base d'alguns teoremes de convergència autònoma.